# تشارلز جونز (سياسي أسترالي، مواليد 1828)
تشارلز جونز (بالإنجليزية: Charles Jones)‏ هو أمين مكتبة وسياسي أسترالي، ولد في 1828، وتوفي في 18 مارس 1903 في Korumburra ‏ في أستراليا. انتخب عضو الجمعية التشريعية فيكتوريا عن دائرة Electoral district of Ballarat East ‏ (1 نوفمبر 1864 – 1 مارس 1889).